# モハマド・ナジブ・タリフ
モハマド・ナジブ・ビン・ハジ・タリフ（マレー語: Mohamad Najib bin Haji Tarif、1988年2月5日 - ）とは、ブルネイDPMM FCに所属するサッカー選手。ブルネイ代表。ポジションはMF。

## 経歴
ブルネイ・プレミアリーグに所属するNBT FCでデビューした後に、AMガンナーズへ移籍した。その後、MS PDBに移籍し、2012年のハサナル・ボルキア・トロフィーには主将として出場、これも相俟って同国唯一のプロクラブであるブルネイDPMM FCへの移籍となった。

## 代表歴
代表としては2005年にU-21代表でデビューし、ハサナル・ボルキア・トロフィーに唯一四回出場した選手でもある。そして、2012年には同杯で優勝を果たした。
また、カンボジアU-21代表戦でのフリーキックは今迄の得点の中で最も良い物であったと述べている。
東南アジア競技大会には2011年に出場し、この時の東ティモール代表戦は彼のU-23代表での唯一の得点となった。この大会でブルネイ代表は5試合を戦いグループ5位となって終ったが、その全てに彼は出場した。
A代表としては、AFCチャレンジカップ2008予選で3試合に出場。その他にも2012 AFFスズキカップ予選や2014 AFFスズキカップ予選にも出場した。

## タイトル

### クラブ
ブルネイDPMM FC
- シンガポール・リーグ・カップ (2): 2012, 2014
- Sリーグ:

準優勝: 2012, 2014

### 代表
ブルネイ
- ハサナル・ボルキア・トロフィー: 2012